# Priya Banerjee
Priya Banerjee (Calgary, Alberta - 16 de abril de 1990) es una actriz canadiense de ascendencia india, que se desempeña principalmente en la industria de cine Hindi, Telugu y Tamil. Banerjee debutó en el cine en la película telugu Kiss en 2013 junto a Adivi Sesh. Su primer producción en tamil fue Ula junto a Dwayne Bravo. Obtuvo una nominación en la categoría "mejor debut femenino en una película telugu", pero finalmente perdió ante Avika Gor.

## Filmografía

### Cine
| Año  | Cinta                  | Rol      | Idioma       |
| ---- | ---------------------- | -------- | ------------ |
| 2013 | Kiss                   | Priya    | Telugu       |
| 2014 | Ula                    | Nanditha | Tamil        |
| 2014 | Joru                   | Annu     | Telugu       |
| 2014 | Asura                  | Harika   | Telugu       |
| 2015 | Jazbaa                 | Sia      | Hindi        |
| 2017 | Hume Tumse Pyaar Kitna | Anaya    | Hindi        |
| 2017 | Dil Jo Na Keh Saka     | Sia      | Hindi        |
| 2017 | Dheet Patangey         |          | Hindi        |
| 2017 | Social                 | Myra     | Hindi Telugu |